# Mikołaj Ostroróg
Mikołaj Ostroróg herbu Nałęcz (1593–1651), poseł na sejm z województw ruskiego i bełskiego, marszałek sejmu koronacyjnego w Krakowie w 1633 roku, stolnik wielki koronny 1634, krajczy wielki koronny 1636, podczaszy wielki koronny 1638, starosta tykociński 1645 i buski 1646, starosta drohowyski, kościański, nieszawski, rohatyński, jeden z trzech regimentarzy wojsk koronnych 1648-1649, pułkownik wojska powiatowego województwa ruskiego w 1648 roku, rotmistrz wojska powiatowego ziemi lwowskiej w 1648 roku.

## Życiorys
Był najstarszym synem Jana, wojewody poznańskiego i Katarzyny z Mieleckich. W 1603 rozpoczął naukę w Akademii Zamojskiej pod opieką Szymona Szymonowica pośród grona kilku innych synów magnatów. W Akademii ćwiczył się także w jeździe konnej i we władaniu bronią. Studiował również za granicą: w Wiedniu 1613, w Kolonii i Padwie 1618-1619. Ojciec umierając w 1622 powierzył mu opiekę nad młodszymi braćmi i zapewne zajęcia z tym związane opóźniły wejście Ostroroga na arenę publiczną. W 1626, na czele własnej chorągwi, wziął udział w wyprawie Zygmunta III Wazy do Prus. W czasie potyczki pod Tczewem (28 października) znajdował się w polskiej grupie dowodzonej przez Tomasza Zamoyskiego.
Ostroróg od 1627 często posłował na sejmy, przeważnie z woj. ruskiego poprzez sejmik wiszeński, na którym miał duże wpływy, oraz woj. bełskiego. Słynął jako wyśmienity mówca. Na sejmach przejawiał aktywność, cieszył się sporym autorytetem. Na sejmie elekcyjnym w 1632 był przedstawicielem katolików w ich pertraktacjach z protestantami. Był członkiem konfederacji generalnej zawiązanej 16 lipca 1632 roku. Poseł na sejm konwokacyjny 1632 roku z województwa ruskiego. Był marszałkiem sejmu koronacyjnego (8 lutego-17 marca 1633) w Krakowie. Jego mowa na powitanie nowego króla Władysława IV Wazy (8 lutego 1633) uznana została wówczas za wzór oratorstwa. W marcu 1635 król wyznaczył go, wraz z kanclerzem litewskim Stanisławem Albrechtem Radziwiłłem, na mediatora między unitami a prawosławnymi. Sejm w 1635 wybrał go do komisji pertraktującej ze Szwedami. Na sejmie nadzwyczajnym, w czerwcu 1637, poparł zamiar Władysława IV nałożenia ceł morskich.
Ostroróg, wyróżniany przez króla, uzyskiwał kolejne dygnitarstwa dworskie; 10 lutego 1633 został podstolim, 15 sierpnia 1634 stolnikiem, 21 lipca 1636 był już krajczym, w pierwszym kwartale 1638 uzyskał podczaszostwo. W 1638 doszło do popsucia się stosunków z królem, co w efekcie doprowadziło do zahamowania procesu awansowania.
Był marszałkiem sejmików województwa ruskiego w 1641 i 1648 roku. Poseł sejmiku wiszeńskiego na sejmy ekstraordynaryjne 1634, 1642 i 1647 roku, poseł sejmiku bełskiego na sejm ekstraordynaryjny 1635 roku, poseł na sejm ekstraordynaryjny 1637 roku.
W lipcu 1644 Władysław IV wystąpił z projektem mianowania Ostroroga podkanclerzym, jeśli zostanie on duchownym, co zainteresowany odrzucił z oburzeniem twierdząc, że dla świeckich względów nie będzie zmieniał stanu. Polepszenie stosunków z królem nastąpiło później. Świadczy o tym nadanie Ostrorogowi starostw tykocińskiego (25 października 1645) i buskiego (15 marca 1646).
Równocześnie Ostroróg zdobywał doświadczenie wojenne. W 1633 uczestniczył w walkach z Abazym baszą. W 1644 wziął udział ze swymi oddziałami nadwornymi w wyprawie ochmatowskiej przeciw Tatarom. W sierpniu 1646 Ostroróg kandydował do buławy polnej, ostatecznie przyznanej wojewodzie czernihowskiemu Marcinowi Kalinowskiemu. Ten zawód zapewne sprawił, że należał on do opozycjonistów zwalczających plany wojny z Turcją. Domagał się zapewnienia Turcji o pokojowych zamiarach Rzeczypospolitej, a nawet wypłacenia upominków Tatarom. Swoimi poglądami zjednał sobie kanclerza koronnego Jerzego Ossolińskiego, którego w 1648 informował o klęskach wojska koronnego nad Żółtymi Wodami (16 maja) i pod Korsuniem (26 maja). Rada senatu, zostająca pod wpływem kanclerza 13 czerwca mianowała Ostroroga jednym z 3 regimentarzy obok Władysława Dominika Zasławskiego-Ostrogskiego i Aleksandra Koniecpolskiego. Wobec braku doświadczenia Zasławskiego i młodości Koniecpolskiego Ostroróg odgrywał w dowództwie ważną rolę.
Jego propozycją było utworzenie obozu pod Glinianami, gdzie przybył 4 sierpnia wraz z Zasławskim na czele ok. 700 ludzi. Później przypisuje mu się dowodzenie 2000 jazdy. Pod wpływem nalegań księcia Jeremiego Wiśniowieckiego regimentarze ruszyli 26 sierpnia pod Czołhański Kamień, gdzie połączyli się z Wiśniowieckim. W czasie marszu do Konstantynowa Ostrorogowi powierzono dowództwo samodzielnej straży przedniej (5000-6000 ludzi). Sam nie zdecydował się szturmować Konstantynowa, jednak gdy Wiśniowiecki i Koniecpolski zaatakowali miasto, przybył im z pomocą (15 września). Z jego inicjatywy wyruszono pod Piławce, gdzie stacjonowała armia Bohdana Chmielnickiego, on też dokonał wyboru miejsca na obóz właśnie pod Piławcami. 23 września atakował przeciwnika, ale nie wspomagany był zmuszony się wycofać. W nocy 23/24 września przyjęty został projekt Ostroroga wycofania się całych sił polskich z taborami włącznie. Pogłoska wśród wojska o ucieczce regimentarzy wywołała panikę, co doprowadziło do wycofania się (ucieczki) komunikiem, czyli bez taborów i armat. Ostroróg zarzucał później Wiśniowieckiemu, Tyszkiewiczowi i Radziejowskiemu, że to oni pierwsi uciekli spod Piławiec, ci zaś oskarżali go o to samo. Wraz z innymi uciekinierami Ostroróg przybył 26 września do Lwowa i próbował odtworzyć wojsko, żołnierze jednak nie chcieli mu się podporządkować, a na naradzie zwołanej przez niego mocno go oskarżano o spowodowanie klęski pod Piławcami. Pod naciskiem uczestników narady złożył regimentarstwo na rzecz Wiśniowieckiego, który nakłonił go by pozostał jako drugi regimentarz. 15 października wraz z Wiśniowieckim opuścił Lwów.
Na sejmie elekcyjnym 1648 roku Ostroróg opowiedział się za wyborem Jana Kazimierza, podpisał jego pacta conventa. Król powierzył mu ważne zadanie przywrócenia władzy polskiej na terenie woj. ruskiego z pełnomocnictwem udzielania całkowitej amnestii. Poseł sejmiku warszawskiego województwa ruskiego na sejm koronacyjny 1649 roku. W lutym 1649 nowy król odebrał Jeremiemu Wiśniowieckiemu buławę regimentarską i powołał trzech regimentarzy: obok Ostroroga, kasztelana bełskiego Andrzeja Firleja i kasztelana kamienieckiego Stanisława Lanckorońskiego. W marcu tego roku wraz z Lanckorońskim działali na pograniczu kozackim, gdzie rozbili oddziały kozackie pod Kocmażowem oraz zdobyli Łuczyńce. Wkrótce Ostroróg zrzekł się godności regimentarza. W czerwcu dołączył z posiłkami i 10 działami do sił głównych regimentarzy. Przychylił się do zdania Lanckorońskiego by stanąć pod Kamieńcem Podolskim, jednakże przeważył głos Firleja i ruszono pod Zbaraż. Czasie obrony Zbaraża (11 lipca-22 sierpnia) Ostroróg dowodził jedną z pięciu dywizji, naprzeciw jego punktu obrony stali Tatarzy. Uczestniczył w odparciu szturmu 11 lipca. W początkach sierpnia Kozacy energicznie przystąpili do robót oblężniczych na odcinku Ostroroga, tutaj też nastąpił ich główny atak 6 sierpnia, a 16 sierpnia Ostroróg zmuszony został do wycofania się z jednej reduty. Wtedy zaistniał projekt przebicia się do króla idącego z odsieczą, czego mieli dokonać Wiśniowiecki i Ostroróg z częścią jazdy. Ostatecznie z projektu jednak zrezygnowano. Jako poseł na sejm 1649/1650 roku wyznaczony z koła poselskiego na komisarza komisji wojskowej lubelskiej, która zająć się miała wypłatą zaległych pieniędzy wojsku. Poseł sejmiku wiszeńskiego na sejm 1650 roku.
W sierpniu 1650 w Ostrorogu widziano jednego z najpoważniejszych kandydatów do podkanclerstwa, ostatecznie jednak godność tę otrzymał Hieronim Radziejowski.
Ostroróg zmarł między 12 lutego a 20 kwietnia 1651. Jego pogrzeb odbył się w Lublinie.

## Działalność publicystyczna
Ostroróg posiadał znaczne dobra w woj. ruskim. Przeważnie mieszkał w Komarnie. W Rzeczypospolitej panowała opinia o wysokim wykształceniu Ostroroga, odzwierciedlona w złośliwym określeniu go przez Kozaków w 1648 mianem „Łaciny”. Odznaczał się zainteresowaniami intelektualnymi i pewnymi zamiłowaniami pisarskimi. Jest autorem: Diariusza z obozu spod Kamieńca... 1633 roku (ogłoszonego w „Pamiętnikach o Koniecpolskich” przez S. Przyłęckiego, Lwów 1842) i  Dyariusza pogromu Kozaków (wyd. A. Grabowski w zbiorze „Ojczyste spominki w pismach do dziejów dawnej Polski”, Kraków 1845).

## Genealogia
| 4. Stanisław Ostroróg                 |  |                       |  |  |                     |
|                                       |  | 2. Jan Ostroróg       |  |  |                     |
| 5. Zofia Tęczyńska                    |  |                       |  |  |                     |
|                                       |  |                       |  |  | 1. Mikołaj Ostroróg |
| 6. Mikołaj Mielecki wojewoda podlaski |  |                       |  |  |                     |
|                                       |  | 3. Katarzyna Mielecka |  |  |                     |
| 7. Elżbieta Radziwiłłówna             |  |                       |  |  |                     |
|                                       |  |                       |  |  |                     |

Żoną Mikołaja Ostroroga była Barbara z Roszkowskich. Z małżeństwa tego narodziło się czterech synów i córka: Zygmunt Jan, oberszter regimentu piechoty, Mikołaj, rotmistrz chorągwi komputowej, Andrzej, rotmistrz chorągwi kozackiej, Stanisław, kanonik krakowski. Córka Katarzyna była żoną Piotra Potockiego, wojewody bracławskiego. Wspomniany Mikołaj był mężem Zofii Skotnickiej, wdowie po Mikołaju Firleju.